# Joseph-Louis Mundwiller
Joseph-Louis Mundwiller, auch Joseph-Louis Mundviller und Georges Meyer (* 10. April 1886 Mülhausen, Reichsland Elsaß-Lothringen; † 9. Juli 1967 in Enghien-les-Bains) war ein elsässischstämmiger Kameramann, ein Veteran des französischen und russischen Films.

## Leben
Der gebürtige Mülhausener, der seinen Namen oftmals auch Mundviller schreiben ließ, begann seine filmische Tätigkeit im Jahre 1907 bei der französischen Produktionsfirma Pathé. Im Jahr darauf schickte man ihn nach Russland, wo Mundwiller unter dem Pseudonym Georges Meyer bis Dezember 1913 sowohl kurze Filme drehte, die durch ihre Farbeinlagen Aufsehen erregten, als auch Bilder für die Wochenschau aufnahm. Er dokumentierte Auftritte des Bolschoi-Balletts und Warenhäuser des Zarenreichs, zeigte die bei Luftfahrtschauen vorgestellten ersten russischen Luftschiffe (sogenannte Duks) und porträtierte Abgeordnete der ersten Duma. Außerdem begleitete Mundwiller filmisch das letzte Jahr im Leben Leo Tolstois bis zu seinem Tode 1910. 
Mit Ausbruch des Ersten Weltkrieges kehrte Joseph-Louis Mundwiller nach Paris zurück. Erst 1919 begann er seine regelmäßige Tätigkeit für den französischen Kinofilm, vor allem als Kameramann bei Filmen des russischen Exilproduzenten Jacques Ermolieff. 1925 erreichte Mundwiller seinen vorläufigen Karrierehöhepunkt, als er von Abel Gance als einer von insgesamt sieben Kameraleuten für das monumentale Epos Napoleon verpflichtet wurde. Streitigkeiten zwischen ihm und Gance führten dazu, dass diese Kooperation nur einen Film währte. Gegen Ende des Stummfilmzeitalters hatte Mundwiller auch zwei Nebenwerke Jean Renoirs fotografiert.
In den 30er Jahren drehte Mundwiller nur noch durchschnittliche Kinoproduktionen, vor allem für den Konfektionär Pierre Chenal, ehe er sich 1941 vollständig von der Arbeit als Kameramann zurückzog. Kurz nach der Befreiung von Paris im Sommer 1944 wurde Mundwiller an die neuerrichtete Filmschule Institut des hautes études cinématographiques (IDHEC) berufen und diente ihr 16 Jahre lang, bis 1960, als Lehrer. Danach zog er sich ins Privatleben zurück. Mundwiller / Mundviller starb vor den Toren von Paris.

## Filmografie
- 1908: Antoine la première fois à Varsovie
- 1909: Ouchard le marchand
- 1909: Dimitry Donskoy
- 1909: Pierre le grand
- 1910: Khmara
- 1910: Le duel
- 1910: La princesse Tarakanova et Catherine II
- 1910: Les tziganes
- 1911: Anna Karénine
- 1911: Le chaim
- 1911: Le violon
- 1911: Martha Posadnitza
- 1911: André et Nadia
- 1912: Les maladresse de Béta Michka
- 1912: La retraite de Russie
- 1913: Courroux de Czar
- 1913: Les tribulations de Mitiouchka
- 1913: La fiancée du feu
- 1913: La petite Geisha
- 1913: La ligne des blasés de la vie
- 1921: L'ordonnance
- 1921: Arabische Nächte (Les contes des mille et une nuits)
- 1922: Das geheimnisvolle Haus (La maison du mystère)
- 1922: Ehegeschichten (Le brasier ardent)
- 1923: Verlöschende Fackel (Kean)
- 1923: Le chant de l’amour triomphant
- 1923: La dame masquée
- 1924: Le lion des mogols
- 1924: Der galante Prinz (Le prince charmant)
- 1925: Les aventures de Robert Macaires
- 1925: La cible
- 1926: Napoleon
- 1927: Der Schachspieler (Le joueur d’échecs)
- 1928: La vierge folle
- 1928: Le tournoi dans la cité
- 1929: Le Bled
- 1932: Monsieur de Pourceaugnac
- 1933: Chotard et Cie.
- 1933: Paris-Deauville
- 1933: La rue sans nom
- 1934: On a trouvé une femme nue
- 1935: Amants et voleurs
- 1935: Le chemineau
- 1935: Schuld und Sühne (Crime et châtiment)
- 1935: Odette
- 1936: Les mutinés de l’Elseneur
- 1936: L’homme de nulle part
- 1936: Paris
- 1937: La bataille silencieuse
- 1938: Paix sur le Rhin
- 1938: Thérèse Martin
- 1939: La famille Duraton
- 1940: Le roi des galéjeurs
- 1941: Opéra-Musette